# Ångstärnan
Ångstärnan är en sjö i Gävle kommun i Gästrikland och ingår i Gavleåns huvudavrinningsområde. Sjön har en area på 0,173 kvadratkilometer och ligger 61 meter över havet. Sjön avvattnas av vattendraget Bäckebrobäcken.

## Delavrinningsområde
Ångstärnan ingår i det delavrinningsområde (673559-156430) som SMHI kallar för Utloppet av Ångstärnan. Medelhöjden är 67 meter över havet och ytan är 3,88 kvadratkilometer. Räknas de 2 avrinningsområdena uppströms in blir den ackumulerade arean 9,45 kvadratkilometer. Bäckebrobäcken som avvattnar avrinningsområdet har biflödesordning 2, vilket innebär att vattnet flödar genom totalt 2 vattendrag innan det når havet efter 16 kilometer. Avrinningsområdet består mestadels av skog (92 procent). Avrinningsområdet har 0,17 kvadratkilometer vattenytor vilket ger det en sjöprocent på 4,5 procent.